# Иван Драсов
Иван Тодоров Драсов е български националреволюционер, общественик и държавник. Народен представител в I велико народно събрание (1879). Кмет на Ловеч (1877 – 1878).

## Биография
Иван Драсов е роден на 19 март 1848 г. в Ловеч. Баща му - Тодор Драсов е бил наследник на богатия род ловешки род Драсови, притежавал е значителен капитал и е търгувал с Виена, Будапеща и Брашов.
Иван Драсов учи в Горнокрайското взаимно училище „Свети апостоли“ в махала Дръстене. След неговото завършване се занимава с търговия. Сред ловешките граждани е известен с името Ваньо Терзията.

### Революционна дейност
Участва активно в борбата за създаване на независима Българска църква. Деец на Ловчанското читалище „Наука“ и забележим самодеец в неговите театрални постановки.
Близък съратник и доверено лице на Васил Левски. В личния бележник на Левски е записан с името „Ваньо“. През 1869 г. в дома на Иван Драсов е свикано първото събрание на Ловешкия частен революционен комитет, на което присъстват Иван Драсов, Марин Поплуканов, Димитър Пъшков, Иванчо Колев, Анастас Хитров, Христо Йовков, Тодор и Диме Драсови, Денчо Хашнов, Христо Цонев (Латинеца), Никола Сирков, Цвятко Павлов, Пано Бояджидраганов (Агопа), свещеноиконом Кръстьо Никифоров и др. Избран е за временен председател на комитета, а по-късно-за негов секретар. Член на Привременното правителство на ВРО. Революционния му псевдоним е „Афъз ефенди“, „Афъзаа“.
Иван Драсов напуска Ловеч след обира в хаджи Денчовата къща, предупреден от Али Чауш (август 1872). Отива да учи в Чехия, гимназиите в Писек и Прага. Тук провежда агитационна дейност между българските ученици. Едновременно е заподозрян от турските власти за участие в революционна дейност. След завършване на образованието си се установява в Букурещ (Румъния).
Близък приятел на Христо Ботев и Панайот Хитов. Взима страната на Ботев срещу Каравелов. Участва в Общото събрание на Българския революционен централен комитет (БРЦК), проведено на 12 август 1875 г. в Букурещ по инициатива на Христо Ботев и Стефан Стамболов. С негово участие е избрано ново ръководство на БРЦК, в който влизат Христо Ботев, Иван Драсов, Христо Чобанов, Димитър Ценович и Драгой Шопов. Иван Драсов е секретар на комитета. Той е един от основните организатори на Старозагорското въстание (1875). Покрай неуспялото събитие обтяга отношенията си с българската емиграция в Румъния, която го обвинява в авторитаризъм. След  неуспеха на Старозагорското въстание, опитва да организира чети от Румъния в подкрепа на Априлското въстание (1876) (по-конкретно опитва да използва връзките си с Иван Кишелски, но търпи неуспех);  парадоксално е, че по  този начин Драсов, който години наред е комитетски деец сам се изолира от дейността на Гюргевския комитет, заради застъпничеството за четническа тактика.   Поддържа активна кореспонденция с революционните дейци. Сътрудничи и редактира вестник „Възраждане“. В едно от своите писма Ботев излива пред него горчивината си от бездействието на тамошната емиграция:
| „ | Трябва ли да се говори, че вече не е време да стоиме със сгънати ръце и да чакаме да ни падне свободата от небето със зюмбюл? Не е ли нужно, изключително необходимо, да се сберем, колкото е възможно по-скоро, да се посъветваме, що да работим и как да работи, и да захванем да прилагаме на практика нашите решения? Това е, мислим ние, свята длъжност на сяка чиста българска душа – и кой е народен и добър, трябва да се покаже сега, в критическото положение на работите. | “ |

### След освобождението
По време на Руско-турската война (1877 – 1878) се поставя в услуга на руското командване. След второто Освобождение на Ловеч е избран от ловешките граждани за пръв кмет на града (31 август 1877 – 30 юли 1878 г.) Полага основите на местната власт в сътрудничество с Временното руско управление.
Участва в избирането на първия български княз като народен представител от Ловеч в I велико народно събрание. Народен представител от Тетевен във II обикновено народно събрание. Активен деец на Народно-либералната партия (стамболовисти). Секретар на Ловешкия окръжен съвет (1880 – 1881). Окръжен управител в Берковица (1881 – 1882), Севлиево (1882 – 1883), Свищов (1883 – 1884), Търново (1884 – 1888), Варна (1899 – 1901). Надзирател в Ловешката държавна болница (1895 – 1899). Лауреат на граждански народен орден III степен.
Умира на 27 септември 1901 във Варна.

## Памет
Оставя личен фонд в Държавния архив, Варна (виж Ф. 690К). Неговото име носят улици в Ловеч, Варна, София и Пловдив. Днес родовата „Драсова къща“ в Ловеч е част от етнографския комплекс на Регионалния исторически музей в Ловеч.